# Col du Pillon
Der Col du Pillon ist ein Pass im Schweizer Kanton Waadt. Er befindet sich zwischen den Orten Les Diablerets (politische Gemeinde Ormont-Dessus) und Gsteig, die Passhöhe liegt auf 1546 m. Der Col de Pillon trennt die nördlich gelegenen Waadtländer Voralpen von den südlich liegenden Waadtländer Alpen. Er verbindet das Saane-Tal im Osten mit dem Rhone-Tal im Westen (Hauptstrasse 142).
Seit 1964 führt eine Luftseilbahn vom Col du Pillon in zwei Sektionen auf den Gipfel des Sex Rouge im Skigebiet Glacier 3000 des Diablerets-Massivs und ermöglicht auf dem Plateau des Tsanfleurongletschers von Oktober bis Mai Skisport.
Die Passstrasse ist das ganze Jahr über geöffnet.